# Kapucyn (skała)
Kapucyn (zwany przez miejscową ludność Ostrym Kamieniem – ostaniec wierzchowinowy wchodzący w skład grupy skał zwanych Ostańcami Jerzmanowickimi. Znajduje się w najwyższych partiach Wyżyny Olkuskiej, w miejscowości Jerzmanowice, w odległości ok. 800 m na południowy zachód od drogi krajowej nr 94. Jest jednym z ostańców w grupie skał ciągnących się od Grodziska, zwanego też Wzgórzem 502 lub Skałą 502, w północnym kierunku. W grupie tej kolejno znajdują się: Grodzisko, Mały Mur, Kapucyn, Słup (Palec), Soczewka, Ostry Kamień i Polna Skałka.

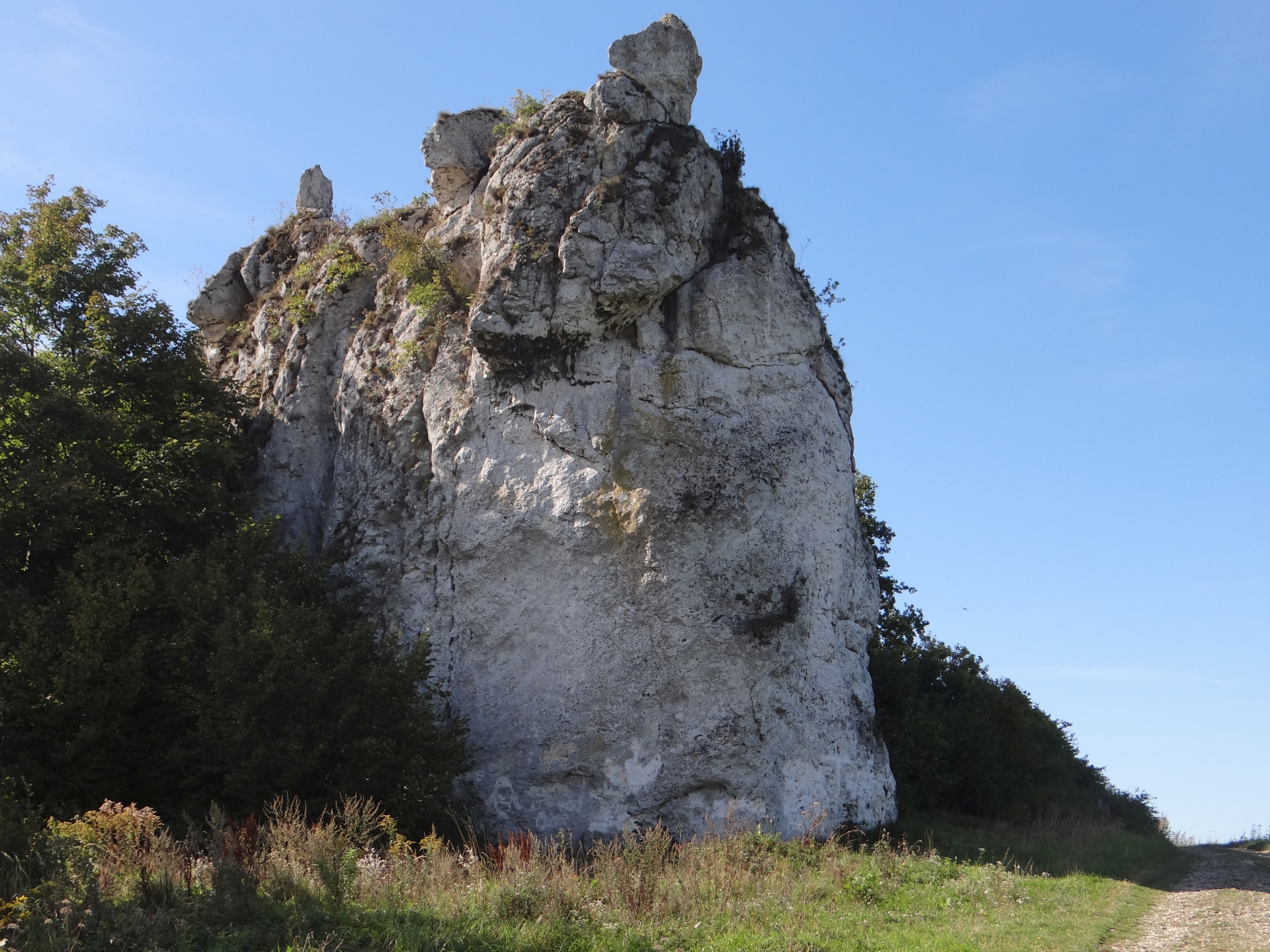
Kapucyn od północy

Kapucyn wznosi się na niezabudowanym i niezalesionym terenie wśród pól uprawnych i zbudowany jest z wapieni górnej jury. Wraz z Małym Murem znajduje się w środkowej grupie skał tuż obok Grodziska. Pomiędzy tymi skałami znajduje się spory, trawiasty plac, często wykorzystywany jako parking lub przez turystów jako miejsce biwakowe. Na skałach całej grupy uprawiana jest wspinaczka skalna.
Kapucyn stanowi północne zakończenie Małego Muru. Jest to wybitny filar z okapem i skalnymi blokami na szczycie. Podobnie jak inne skałki w gminie Jerzmanowice-Przeginia, od 1970 roku ma status pomnika przyrody, i znajduje się na obszarze Parku Krajobrazowego Dolinki Krakowskie.

## Drogi wspinaczkowe
Na Kapucynie jest 18 dróg wspinaczkowych o stopniu trudności od III+ do VI.3+ w skali trudności polskiej. Drogi mają długość 10–16 m, wystawę północną, zachodnią i południowo-zachodnią. 11 z nich posiada asekurację. Wszystkie mają zamontowane stałe punkty asekuracyjne: ringi (r) i stanowisko zjazdowe (st).

Kapucyn I
1. Komin; V+, 12 m
2. Droga Ciszewskiego; 5r + st, VI.1+, 12 m
3. Pod kapturem; 3r + st, VI.1+, 16 m
4. Chacarera; 5r + st, VI.5+, 12 m
5. Cagalera; 5r + st, VI.3+, 12 m
6. Piła tango; 6r + st, VI.1+, 12 m
7. Żeberko Adama; 4r + st, VI.1+, 12 m

Kapucyn II
1. Żeberko Adama; 4r + st, VI.1+, 12 m
2. Równanie z parametrem; 4r + st, VI.2, 10 m
3. Droga do Indii; 4r + st, VI.1+, 10 m
4. Rusałka błotna; 3r + st, VI+, 10 m
5. Pierwszy dzień wiosny; 3r + st, VI.1, 12 m

Kapucyn III
1. Pierwszy dzień wiosny; 3r + st, VI.1, 12 m
2. Pedalscy kowboje; V, 14 m
3. Barwy jesieni; III, 12 m[6].